# Claude Viriot
Pour les articles homonymes, voir Viriot.
Claude Viriot (Nice, 20 septembre 1916 - Paris 16e, 27 janvier 1999) est un scénariste français, fondateur du Cours Viriot.

## Filmographie
- 1962 : Nous irons à Deauville de Francis Rigaud (adaptation)
- 1964 : Les Gros Bras de Francis Rigaud
- 1965 : Les Baratineurs de Francis Rigaud
- 1967 : Jerk à Istanbul de Francis Rigaud

Acteur
- 1955 : Si Paris nous était conté de Sacha Guitry
- 1964 : Les Siffleurs (Viheltäjät) d'Eino Ruutsalo : le directeur de l'école de cinéma